# Грашиот (округ)
Грашиот или Гра́шот (англ. Gratiot County) — округ в штате Мичиган, США. Официально образован в 1855 году. По состоянию на 2010 год, численность населения составляла 42 476 человек.

## География
По данным Бюро переписи США, общая площадь округа равняется 1 481,481 км2, из которых 1 471,121 км2 суша и 8,029 км2 или 0,600 % это водоёмы.

## Население
По данным переписи населения 2000 года в округе проживает 42 285 жителей в составе 14 501 домашних хозяйств и 10 397 семей. Плотность населения составляет 29,00 человек на км2. На территории округа насчитывается 15 516 жилых строений, при плотности застройки около 11,00-ти строений на км2. Расовый состав населения: белые — 92,01 %, афроамериканцы — 3,72 %, коренные американцы (индейцы) — 0,55 %, азиаты — 0,34 %, гавайцы — 0,02 %, представители других рас — 1,76 %, представители двух или более рас — 1,60 %. Испаноязычные составляли 4,43 % населения независимо от расы.
В составе 34,00 % из общего числа домашних хозяйств проживают дети в возрасте до 18 лет, 57,60 % домашних хозяйств представляют собой супружеские пары проживающие вместе, 10,20 % домашних хозяйств представляют собой одиноких женщин без супруга, 28,30 % домашних хозяйств не имеют отношения к семьям, 23,70 % домашних хозяйств состоят из одного человека, 10,70 % домашних хозяйств состоят из престарелых (65 лет и старше), проживающих в одиночестве. Средний размер домашнего хозяйства составляет 2,57 человека, и средний размер семьи 3,02 человека.
Возрастной состав округа: 23,80 % моложе 18 лет, 11,60 % от 18 до 24, 29,50 % от 25 до 44, 21,60 % от 45 до 64 и 21,60 % от 65 и старше. Средний возраст жителя округа 36 лет. На каждые 100 женщин приходится 108,30 мужчин. На каждые 100 женщин старше 18 лет приходится 109,10 мужчин.
Средний доход на домохозяйство в округе составлял 37 262 USD, на семью — 43 954 USD. Среднестатистический заработок мужчины был 32 442 USD против 22 333 USD для женщины. Доход на душу населения составлял 17 118 USD. Около 7,30 % семей и 10,30 % общего населения находились ниже черты бедности, в том числе — 11,70 % молодежи (тех, кому ещё не исполнилось 18 лет) и 9,20 % тех, кому было уже больше 65 лет.